# Anoplotrupes hornii
Anoplotrupes hornii es una especie de coleóptero de la familia Geotrupidae.

## Distribución geográfica
Habita en Canadá y Estados Unidos.